# Glacier Reid
Pour les articles homonymes, voir Reid.
Le glacier Reid est un glacier d'Alaska aux États-Unis situé dans la région de recensement de Hoonah-Angoon. Long de 116 km il s'étend jusqu'au golfe Reid à 3 km de la baie Glacier, dans le parc national de Glacier Bay, à 116 km au nord-ouest de Hoonah, dans la chaîne Saint-Élie.
Son nom lui a été donné par les membres de l'expédition Harriman en 1899 en l'honneur du géophysicien Harry Fielding Reid.